# Rauchende Frauen
Rauchende Frauen ist der Titel eines Gemäldes des niederländischen Malers Jan Steen. Das Bild wurde in Öl auf Leinwand gemalt und später auf Eichenholz gezogen. Es hat die Abmessungen 28,5 × 23,5 cm. Das um 1661–1670 entstandene Barockgemälde zeigt eine Genreszene mit einer jungen und einer älteren Frau, die an einem Tisch sitzen und sich dem Tabakrauchen widmen. Es gehört zur Sammlung der Stiftung Preußische Schlösser und Gärten Berlin-Brandenburg und wird im Schloss Oranienburg ausgestellt.

## Bildbeschreibung
Das Gemälde zeigt in dunklen Farbtönen das Interieur eines unbestimmten Raumes, in dem zwei Frauen an einem Holztisch sitzen. Der von der Bildmitte nach rechts gerückte Tisch ist von einfacher Machart; schlichte Bretter bilden die Tischplatte, Seitenwände und eine sichtbare Verstrebung. Im hellen Licht sitzt links vom Tisch eine junge Frau auf einem Stuhl, dessen Rückenlehne eine gedrechselte Verzierung aufweist. Sie trägt eine rötliche Seidenjacke mit weißem Kragen und vorderem Pelzbesatz sowie einen dunklen langen Rock. Ihr nach hinten gekämmtes Haar ist hinter dem Kopf hochgesteckt. Die junge Frau beugt sich mit dem Oberkörper leicht nach vorn und stützt den linken Unterarm auf den Tisch. Während sie mit den Fingern der linken Hand auf dem Tischbrett ein Stück Tabak festhält, schneidet sie dieses mit einem in der rechten Hand befindlichen Messer in kleine Stücke. Als Ergebnis solcher Arbeit liegt zerkleinerter Tabak daneben auf dem Tisch, wo schon eine Tonpfeife zum Tabakrauchen bereit liegt. Darüber hinaus steht eine Glasflasche auf der Tischfläche, vor der ein Zinnlöffel liegt. Möglicherweise ein Hinweis auf den Genuss von Alkohol. Seitlich hinter dem Tisch sitzt im Schattenbereich eine zweite, sehr viel ältere Frau. Sie ist in dunkle Kleidung gehüllt, um den Kopf ist ein helles und darüber ein dunkles Tuch gebunden. Mit der rechten Hand hat sie eine Tabakpfeife zum Mund geführt, sodass der Eindruck entsteht, sie würde rauchen. Während die alte Frau in gekrümmter Haltung scheinbar in sich gekehrt vor sich hin schaut, hat die junge Frau ihr den Kopf zugedreht und den Blick auf sie gerichtet. Für den Kunsthistoriker Helmut Börsch-Supan schaut die Jüngere mit dem „Blick des Einverständnisses“ zur Älteren herüber. Das Bild ist am Tisch mit „J Steen“ signiert.

## Frauen beim Tabakgenuss
Jan Steen war Sohn eines Brauers und besaß zeitweilig selbst eine Brauerei in Delft. Ihm waren daher durchaus die Lebensgewohnheiten seiner Zeitgenossen bekannt, vor allem das Leben in Wirtshäusern. In seinem Œuvre finden sich zahlreiche Motive mit fröhlichen oder auch betrunkenen Gesellschaften. Zu diesen Motiven gehört thematisch auch das Bild Rauchende Frauen, das vermutlich aus der Haarlemer Zeit des Künstlers stammt, also zwischen 1661 und 1670 entstanden ist. Das verwandte Bild Ein Mann bläst Rauch zu einer betrunkenen Frau (National Gallery, London) stammt ebenfalls aus dieser Zeit und wird auf 1660–1665 datiert. Ein ähnliches Sujet zeigt das um 1660 entstandene Bild Schlafende Frau und Raucher (Eremitage, Sankt Petersburg). In beiden Bildern sitzt eine junge Frau an einem Tisch, deutlich vom Alkoholgenuss gezeichnet. Im Hintergrund befinden sich ein oder zwei Männer, die Pfeife rauchen und ebenfalls dem Alkohol zugetan sind. Im etwa 1663–1664 gemalten Bild Der Wein ist ein Spötter (Norton Simon Museum, Pasadena) liegt die betrunkene junge Frau bereits vor einem Haus auf der Erde. Um sie herum sind zahlreiche Menschen, die sich über sie lustig machen und teilweise selbst Alkohol trinken. Ihr Rock ist bereits hoch gerutscht, ein Mann fasst ihr bestrumpftes Bein an, geht ihr also sprichwörtlich an die Wäsche. Im Vordergrund liegt eine Tonpfeife auf dem Boden.

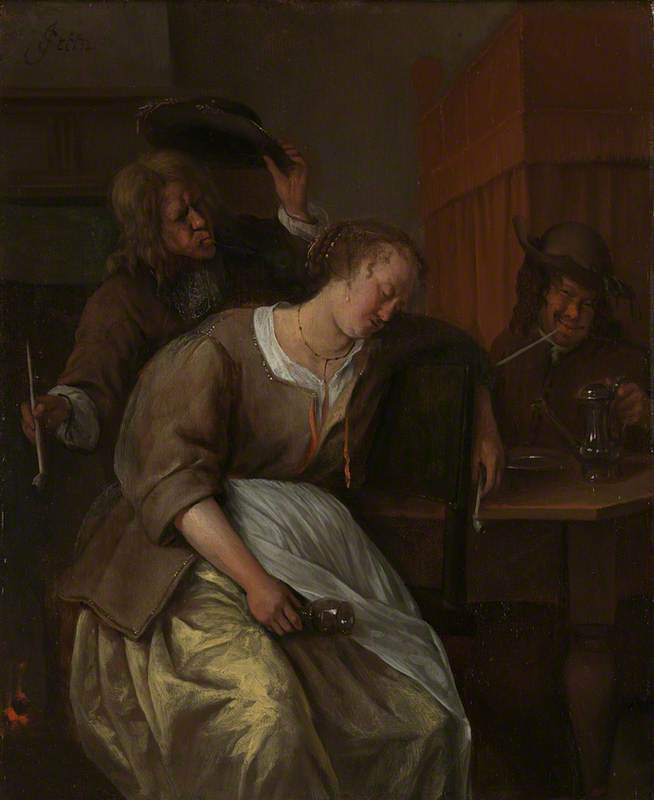
Jan Steen: Ein Mann bläst Rauch zu einer betrunkenen Frau um 1660–1665
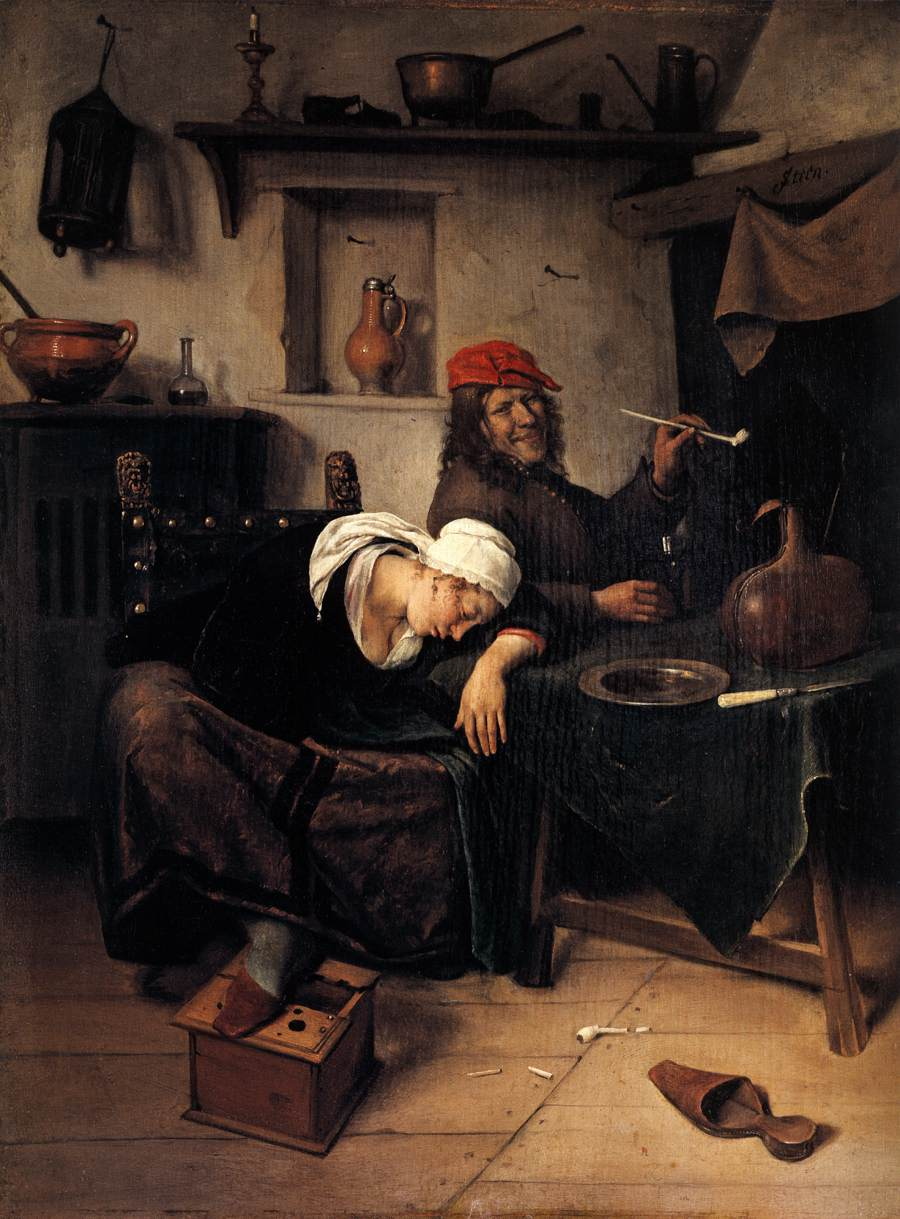
Jan Steen: Schlafende Frau und Raucher um 1660
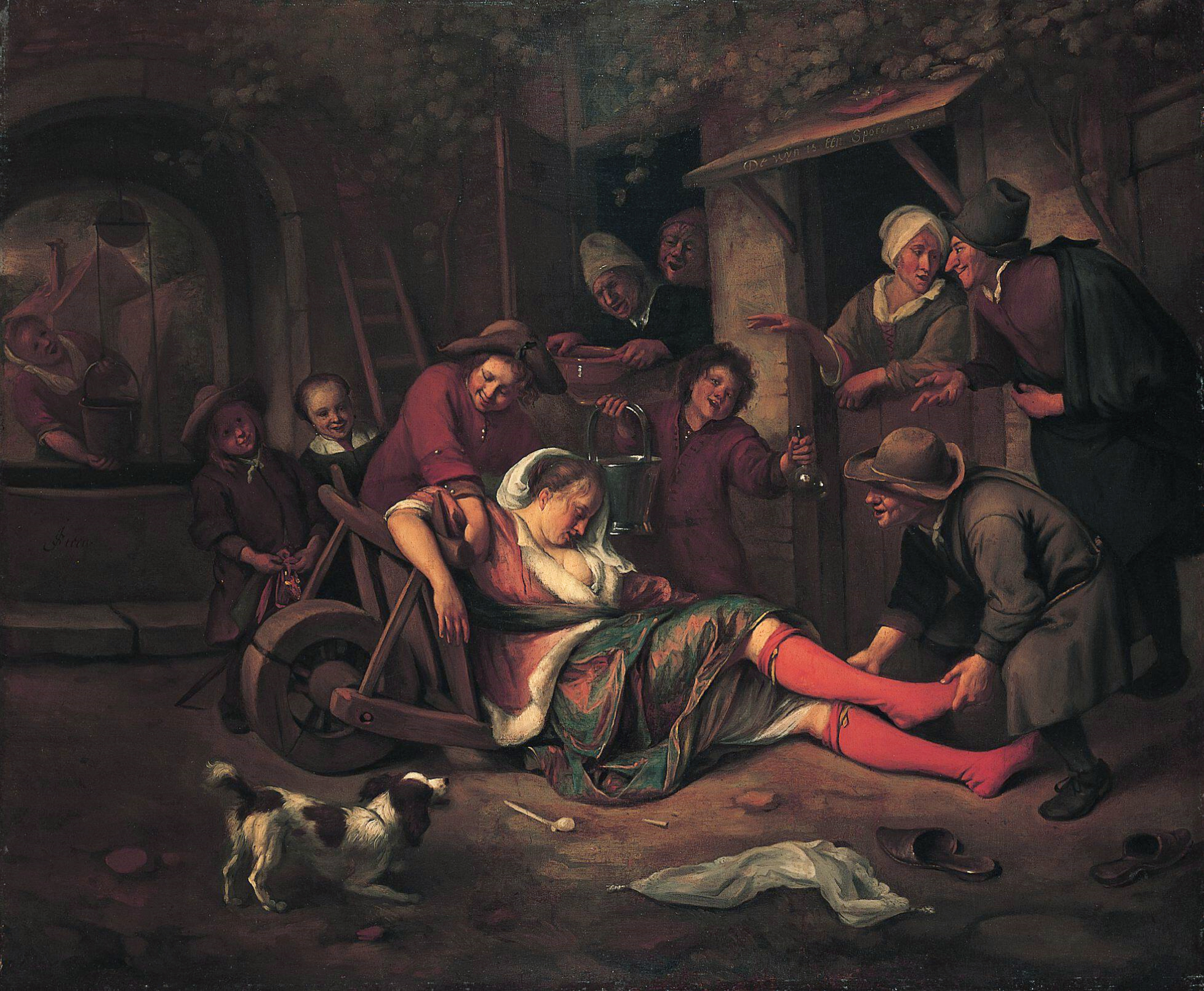
Jan Steen: Der Wein ist ein Spötter um 1663–1664

In Europa gehörte Tabak seit Anfang des 17. Jahrhunderts zu den beliebten Genussmitteln. Ebenso wie das Trinken, galt das Rauchen als Laster, das den Kopf benebelt. Gemälde mit derben Darstellungen von Rauchern und Betrunkenen dienten zur Unterhaltung der wohlhabenden Bürger und waren zugleich als moralisierende Warnung gedacht. Der Konsum schädlicher Substanzen, die der Sinnestäuschung dienten, stellten eine Abkehr vom Weg der Tugend dar und konnten den Beginn des sozialen Abstiegs bedeuten. Bei Steens Rauchenden Frauen wird der warnende Hinweis noch dadurch unterstrichen, dass die beiden dargestellten Personen Frauen sind. Gerade von Frauen erwarteten Steens Zeitgenossen eine größere Zurückhaltung gegenüber Genussmitteln. Darüber hinaus kann das Gemälde Rauchende Frauen auch als Sinnbild für den Geruch gesehen werden. Die Darstellung der fünf Sinne kommt in der niederländischen Barockmalerei als Bilderreihe oder als Einzelmotiv vor. Die Flüchtigkeit des Rauches ist zudem ein Hinweis auf die beliebten Vanitasstillleben. Die rasche Vergänglichkeit des Rauches wird hierbei dem endlichen Leben gegenübergestellt, im Bild Rauchende Frauen verdeutlicht durch den Gegensatz von junger und alter Frau.

## Provenienz

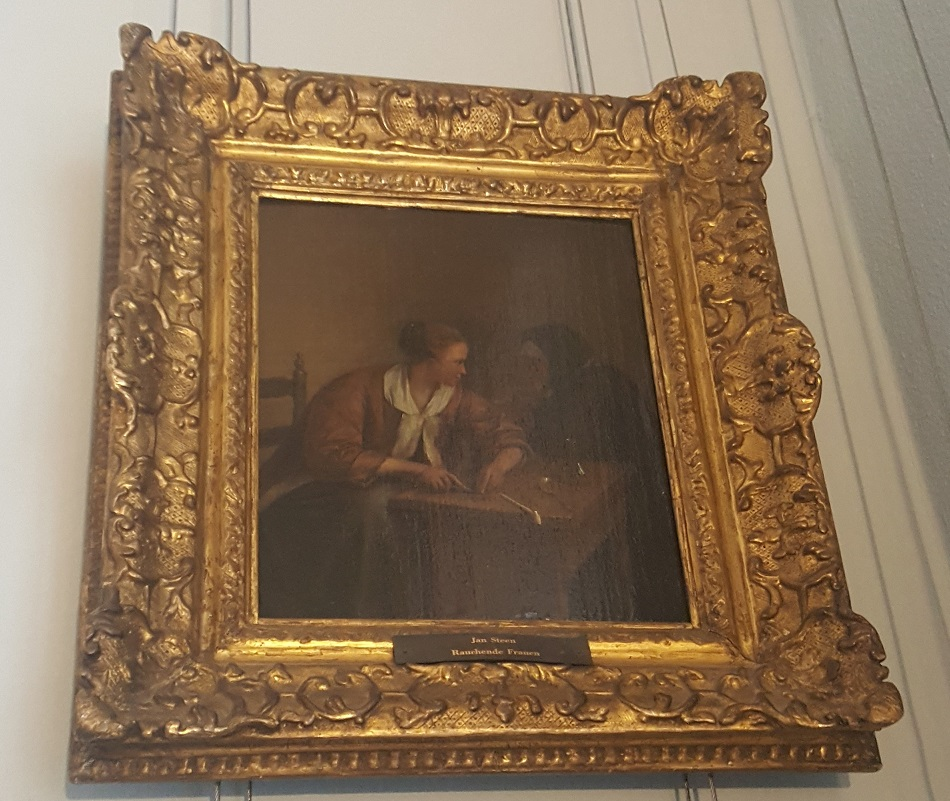
Jan Steen: Rauchende Frauen, Gemälde mit Rahmen im Kabinett von Schloss Oranienburg, Aufnahme von 2018

Der niederländische Kunsthistoriker Cornelis Hofstede de Groot hat vermutet, dass es sich beim Bild Rauchende Frauen um das Werk von Jan Steen handelt, das 1740 in Amsterdam und 1761 in Leiden versteigert wurde. 1890 ist das Bild im Potsdamer Schloss Sanssouci nachweisbar. Über den Erwerb durch die Hohenzollern ist nichts bekannt. Ab 1932 gehörte das Bild zur Ausstellung im Jagdschloss Grunewald. Nach Kriegsende 1945 wurde das Gemälde gestohlen und ins Vereinigte Königreich verbracht. 1951 war es in der Sammlung Nora Bibi in Southport nachweisbar. Als 1964 die Kunsthandlung Duits in London das Gemälde anbot, konnte es mit Mitteln der Stiftung der Deutschen Klassenlotterie für die Staatlichen Schlösser und Gärten in Berlin zurück erworben werden. Danach war es bis Anfang der 2000er Jahre wieder im Jagdschloss Grunewald zu sehen. Gegenwärtig gehört es zur Ausstellung im Schloss Oranienburg.